# Greg Berlanti
Greg Berlanti (Rye (New York), 24 mei 1972) is een Amerikaanse televisieschrijver, producent en filmregisseur.

## Persoonlijk leven
Berlanti is geboren in Rye. Zijn ouders zijn Barbara Moller Berlanti en Eugene Berlanti. Greg Berlanti heeft één zus, Dina. Hij beschreef zijn leven in een interview met Entertainment Weekly. Berlanti heeft een relatie met de Amerikaanse voormalig voetballer Robbie Rogers. Het koppel huwde in december 2017 en heeft sinds 18 februari 2016 samen een zoon.

## Filmografie

### Schrijver
- The Broken Hearts Club (2000)
- Jack & Bobby (2004)
- Everwood (2002–2006)
- Eli Stone (2007)
- Brothers & Sisters (2006–2007)
- No Ordinary Family (2010)
- Green Lantern (2011)

### Producent
- Everwood (2002–2006)
- Brothers & Sisters (2006–2007)
- Dirty Sexy Money (2007)
- Green Lantern (2011)
- Arrow (2012-2016)
- The Flash (2014-2016)
- Legends of Tomorrow (2016)
- Chilling Adventures of Sabrina (2018-heden)

### Regisseur
- Love, Simon (2018)
- Fly Me to the Moon (2024)

## Eerbewijzen
- In 2022 kreeg Berlanti een ster op de Hollywood Walk of Fame.

- Biblioteca Nacional de España: XX1602156
- Bibliothèque nationale de France: cb14052940z (data)
- Gemeinsame Normdatei: 1011157861
- International Standard Name Identifier: 0000 0001 1873 8394
- Library of Congress Control Number: n2001120552
- Nationale Bibliotheek van Tsjechië: xx0229934
- Nationale Bibliotheek van Israël: 987007413641005171
- Nederlandse Thesaurus van Auteursnamen: 228012309
- SNAC: w6pd6qx7
- Système universitaire de documentation: 160872952
- Virtual International Authority File: 22345046
- WorldCat: E39PBJcr7MBGywhkQMVGvmWdQq